# Redbridge
Redbridge és un districte londinenc de les àrees conegudes com a Nord-est de Londres i Exterior de Londres. El districte de Redbridge està format pels següents barris:
| - Aldborough Hatch - Aldersbrook - Barkingside - Clayhall - Cranbrook - Fairlop - Fullwell Cross | - Gants Hill - Goodmayes - Hainault - Ilford - Little Heath - Loxford - Newbury Park | - Redbridge - Seven Kings - Snaresbrook - South Woodford - Wanstead - Woodford - Woodford Bridge - Woodford Green |